# Eladio Vaschetto
Eladio Enrique Vaschetto (Santa Fe, Argentina, 1950) fue un futbolista argentino que se desempeñó como delantero. En su carrera profesional jugó para los clubes Colón, River Plate, el Colo-Colo de Chile y el Puebla F.C. de México.

## Biografía

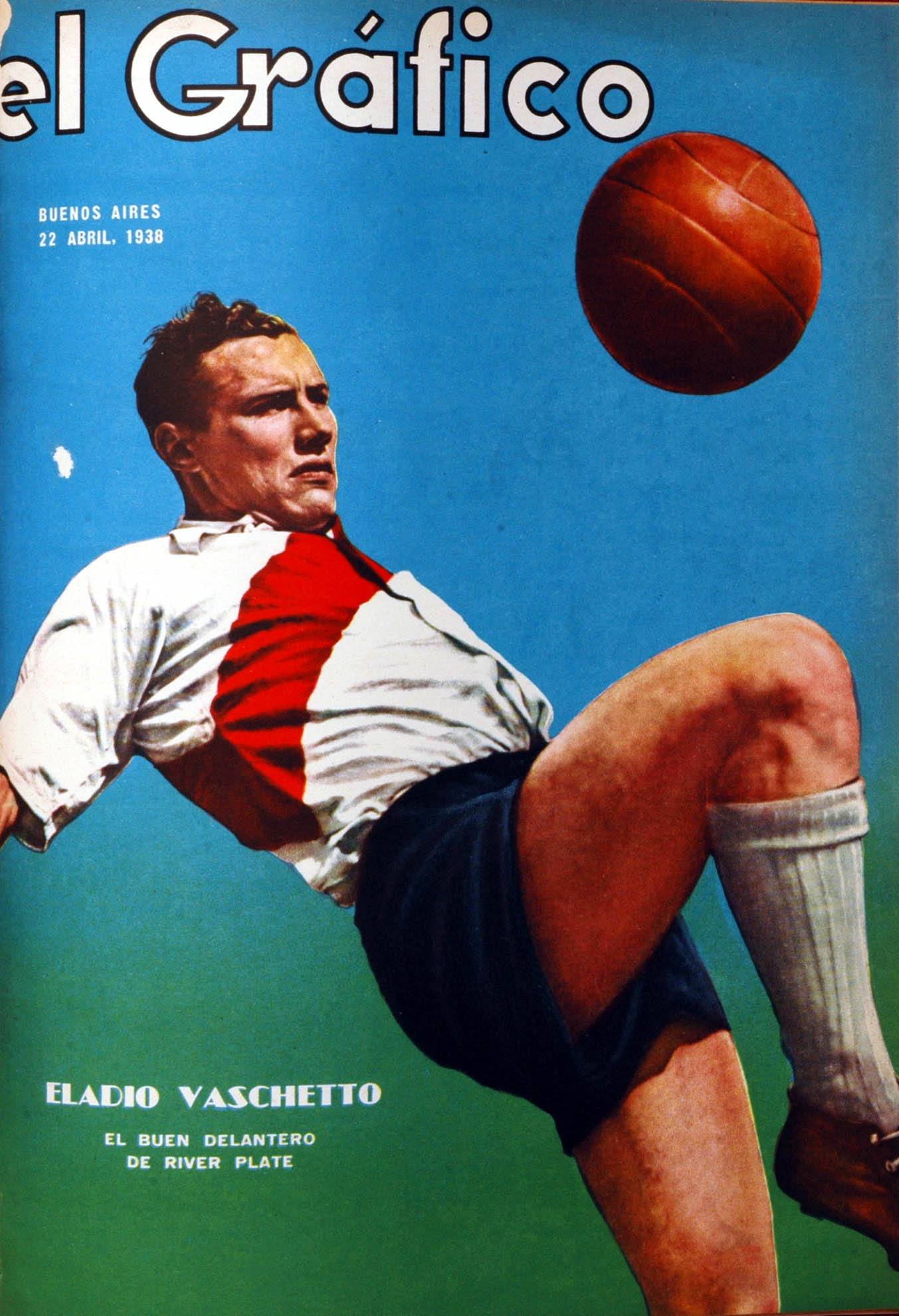
Eladio Vaschetto en 1938.

Eladio Vaschetto comenzó su carrera futbolística en el club argentino Colón. A la edad de 17 años pasó al River Plate, debutando en el año 1936. Con dicho club logró ganar los Campeonatos nacionales de 1936 y 1937, así como el Campeonato AFA en 1938.
En 1942 fue transferido al Colo-Colo de Chile, donde jugó seis partidos, registrando un gol. En Chile solo jugó una temporada antes de volver a salir al extranjero.
En 1944 fue contratado por el recién creado Puebla F.C. de México donde anotó el primer gol de liga en la historia del Club, ante el Atlas de Guadalajara. En Puebla F.C. jugó de 1944 a 1947 anotando 15 goles en 4 temporadas, logrando ganar la Copa México en 1945 ante el club América.
En 1947 se retiró del fútbol profesional como jugador con el Puebla F.C. y ese mismo año se trasladó a Portugal, donde tomó la dirección del Fútbol Club Oporto, al cual dirigió en dos ocasiones: la primera en 1947-48 y la segunda en la temporada 1951-52.

## Clubes

### Como jugador
| Club        | País      | Año         |
| ----------- | --------- | ----------- |
| Colón       | Argentina | 1934 - 1935 |
| River Plate | Argentina | 1936 - 1939 |
| Colo-Colo   | Chile     | 1942        |
| Puebla      | México    | 1944 - 1947 |

## Palmarés

### Campeonatos nacionales
| Título           | Club        | País      | Año  |
| ---------------- | ----------- | --------- | ---- |
| Primera División | River Plate | Argentina | 1936 |
| Primera División | River Plate | Argentina | 1937 |
| Copa México      | Puebla F.C. | México    | 1945 |

### Campeonatos Internacionales
| Título     | Club        | País      | Año  |
| ---------- | ----------- | --------- | ---- |
| Copa Aldao | River Plate | Argentina | 1937 |